# 분포중학교
분포중학교(盆浦中學校)는 대한민국 부산광역시 남구 용호동에 있는 공립 중학교이다.

## 학교 연혁
- 2000년 12월 29일 : 교사 신축공사 착공
- 2002년 1월 1일 : 33학급 설립인가
- 2002년 2월 15일 : 교사 신축 준공
- 2002년 3월 1일 : 초대 이경자 교장 취임
- 2002년 3월 5일 : 제1회 입학식(7학급 275명)
- 2003년 2월 19일 : 제1회 졸업식(3학급 35명)
- 2007년 12월 21일 : 여자 축구부 창단
- 2009년 3월 1일 : 교원능력개발 선도학교 운영 (2009.03 ~ 2010.02.28)
- 2019년 2월 1일 : 진로활동실 구축
- 2019년 11월 21일 : 도서관 확장 및 첨단미래교실 개관
- 2020년 2월 29일 : 학교공간 혁신사업(6개실 구축)
- 2020년 6월 10일 : 창의공작실 구축
- 2022년 3월 1일 : 2022년 온라인 콘텐츠 활용 교과서 선도학교 운영(~2023. 2. 1년간)
- 2023년 2월 3일 : 제21회 졸업식(9학급 277명, 누계 5,467명)
- 2024년 2월 7일 : 제22회 졸업식(8학급 221명)
- 2024년 3월 4일 : 제23회 입학식(8학급 228명, 특수학급 1학급)
- 2024년 9월 1일 : 제10대 황찬주 교장 취임

## 참고 자료
- 분포중학교 - 한국교육학술정보원 학교알리미